# Sierra de Líbar
La Sierra de Líbar es una sierra situada en sur este de los términos de Villaluenga del Rosario y Montejaque. Su máxima altura es la cota del Puntal de la Raya, de 1.252 m. A medio camino del municipio citado y Cortes de la Frontera, se encuentra el puerto del Tiro de la Barra. Se encuentra dentro del parque natural Sierra de Grazalema. 
A sus pies quedan los Llanos del Republicano y las Navas de Líbar. Destacan los encinares existentes. Sierra caliza, posee importantes cavidades de alto valor espeleológico y arqueológico.
Además, el área de Quejigales de la Sierra de Líbar está catalogada como arboleda singular de la provincia de Málaga. Ocupa una extensión de 59 ha y se compone de quejigos y encinas sobre un pastizal perenne.